# Automat (datavetenskap)
En automat eller tillståndsmaskin är enkel matematisk modell som kan genomför enkla beräkningar.